# Марьевка (Новомиргородская городская община)
Ма́рьевка (укр. Мар'ївка) — село в Новомиргородской городской общине Новоукраинского района Кировоградской области Украины.
До 2020 года входило в Новомиргородский район
Население по переписи 2001 года составляло 258 человек. Почтовый индекс — 26041. Телефонный код — 5256. Занимает площадь 7,26 км². Код КОАТУУ — 3523884601.